# Broguing
Mit Broguing bezeichnet man die bei Schuhen oft zu sehenden Lochverzierungen des Schuhschafts.

## Historisches
Das Wort „Brog“ ist gälisch (alt-irisch) und bedeutet Schuh. Diese Lochverzierungen dienten ursprünglich den Hirten in Irland und Schottland dazu, in die Schuhe eingedrungenes Wasser schnell wieder abfließen zu lassen. Damals gingen diese Löcher also noch komplett durch den Schaft hindurch. Über die adligen Jäger Schottlands, die diese Technik bei ihren Schuhen später ebenso nutzten, soll dann das Broguing sich allgemein durchgesetzt haben. Aufgrund der Herkunft wird gelegentlich auch der Ausdruck schottische Lochung für das Broguing verwendet.

## Anwendung
Heute werden diese Zierlöcher nur noch in die äußeren Schaftteile zur Verzierung gestanzt, gehen also nicht mehr komplett durch den Schaft hindurch. Diese Verzierungstechnik findet vor allem bei Herrenschuhen Anwendung. Diese Schuhmodelle nennt man Brogues und unterscheidet diese dann noch einmal in Half- (oder Semi-) und Fullbrogues.

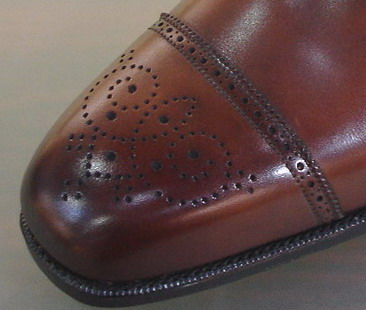
Broguing (Rosette) auf der Schuhspitze und Lyralochung am Rand der Querkappe

## Differenzierung
Zwei Arten von Broguings sind typisch:
- Einerseits das Verzieren der Schaftteilkanten mit einer so genannten Lyralochung. Normalerweise geschieht dies durch ein größeres Loch gefolgt von zwei übereinander stehenden kleinen Löchern. Ein Muster, das sich so weiter den Rand entlang fortsetzt.
- Das Verzieren der Schuhvorderkappe (oben auf der Schuhspitze) mit der so genannten Rosette. Die Rosette (auch Bout fleurie genannt) ist eine ornamentale, in gedachten Linien ausgeführte Verzierung der Vorderkappe bestehend aus großen und kleinen Löchern.